# Distretto di Layo
Il distretto di Layo è uno degli otto distretti della provincia di Canas, in Perù. Si trova nella regione di Cusco.